# Apple A13 Bionic
Apple A13 — це 64-бітний процесор на базі архітектури ARM, що був створений корпорацією Apple та представлений 10 вересня і з'явився у продажу 20 вересня 2019 року.

## Технічні особливості
| SoC                       | A13 (7 нм) | A12 (7 нм) |
| ------------------------- | ---------- | ---------- |
| Процес вузла              | TSMC N7P   | TSMC N7    |
| Загалом                   | 98.48      | 83.27      |
| Велике Ядро               | 2.61       | 2.07       |
| Мале Ядро                 | 0.58       | 0.43       |
| CPU Complex (включ. ядра) | 13.47      | 11.16      |
| GPU Ядро                  | 3.25       | 3.23       |
| GPU Всього                | 15.28      | 14.88      |
| NPU                       | 2.09       | 1.23       |

## Використання
Присторої, де використовуються Apple A13:
- iPhone 11 — із вересня 2019;
- iPhone 11 та Pro iPhone 11 Pro Max — вересень 2019 - жовтень 2020;[3];
- iPad (9-го покоління) з вересня 2021 року — травень 2024 року
- iPhone SE (2-ге покоління) — з квітня 2020.